# ネオム
ネオム（英語: NEOM、アラビア語: نيوم Neom, [nɪˈjo̞ːm]）は、サウジアラビア北西部のタブーク州に建設中の計画都市である。スマートシティの技術を導入し、観光地としての機能も持たせる計画である。また、この都市を建設・運営する企業の名称でもある。
サウジアラビア政府は、2020年までに主要な部分を完成させ、2025年までに全ての工事を完了させる予定としていたが、諸事情により予定より遅れている。プロジェクトにかかる費用は総額で推定5千億米ドルである。2019年1月29日、サウジアラビア政府は「ネオム」という非公開のジョイント・ストック・カンパニーを設立したと発表した。この会社は、サウジアラビアのソブリン・ウエルス・ファンドであるパブリック・インベストメント・ファンドが全額を出資しており、ネオムの経済圏を開発することを目的としている。このプロジェクトは、再生可能エネルギーを全面的に利用する計画である。
多くの専門家は、このメガプロジェクトの実現性に懐疑的である。2022年の『エコノミスト』誌の報道によれば、これまでに建設された建物はわずか2棟であり、計画予定地のほとんどは砂漠のままであるという。

## プロジェクトの発足
2017年10月24日、サウジアラビアのリヤドで開催されたフューチャー・インベストメント・イニシアティブ会議において、サウジアラビア王太子のムハンマド・ビン・サルマーンがネオムプロジェクトを発表した。このプロジェクトは、サウジアラビアの経済を多角化させて石油への依存度を下げる計画「サウジビジョン2030」の一部として生まれたものである。
ムハンマドは、この都市は「既存の政府の枠組み」から独立して運営され、独自の税法や労働法、自律的な司法制度を持つと述べた。計画では、警備、物流、配送、介護などはロボットが担当し、電力は風力と太陽光のみでまかなうこととしている。また、都市をゼロから設計するため、様々な革新的な技術の導入も提案されている。政府系ファンドのパブリック・インベストメント・ファンドと国外の投資家から5千億ドルの資金が投入される。2025年に第一期工事が完了する予定としていた。
2018年、エジプト政府はネオムプロジェクトのために自国の土地の一部を提供することを発表した。2020年7月、アメリカ合衆国のエアプロダクツ社がサウジアラビアに世界最大のグリーン水素プラントを建設すると発表した。エアプロダクツ社は、サウジアラビアのACWA電力およびネオムと共同で50億米ドルのプロジェクトを保有する。2022年5月、インドのコングリマリットであるラーセン&トゥブロが、ネオムから2390メガワットの太陽光発電所、1370メガワットの風力発電所、400メガワットの蓄電システム、および190キロメートルの送電網の建設を受注した。

## 名称
「ネオム」(NEOM)という名称は、2つの単語を組み合わせたものである。"NEO"は古代ギリシャ語で「新しい」を意味する接頭辞νέο(neo-)に由来する。"M"は、アラビア語で「未来」を意味する単語مستقبل(mustaqbal)の1文字目に対応するラテンアルファベットである。オールキャップスで"NEOM"と表記されることが多い。

## 立地
計画予定地は、サウジアラビア北西部のタブーク州にある。紅海の北側のアカバ湾沿岸に位置し、湾を挟んで西にはエジプトが、北にはヨルダンがある。ビーチや珊瑚礁のある延長468キロメートルの紅海の海岸線に沿い、標高2,500メートルに達する山のある内陸部まで、直線距離で170キロメートルに及び、総面積は26,500平方キロメートルである。

## 責任者
2017年10月24日のネオムプロジェクト発足の際、クラウス・クラインフェルドが初代責任者に指名されたことが発表された。
2018年6月3日、クラインフェルドは、同年8月1日よりムハンマド王太子の顧問に就任すると発表した。クラインフェルドの後任の責任者にはナドミ・アル・ナスルが就任した。

## 広報活動
アメリカ合衆国司法省が外国代理人登録法(FARA)に基づいて提出した書類によると、ネオム社はスマートシティプロジェクトに関する広報活動の支援のために、アメリカの広報・マーケティングコンサルタント会社のエデルマンと契約した。ネオムとエデルマンは3か月契約を結び、月に7万5千ドルを支払っていた。この契約で、エデルマンはPR会社は、戦略的助言、利害関係者の特定と交渉、メディア対応、コンテンツ開発など、様々な分野におけるコミュニケーション支援を行った。ネオムとエデルマンは、この契約についてコメントを拒否した。2019年からの2年間で、エデルマンのほか、BCW、ルーダー・フィン、テネオがPR会社として契約していた。
2020年7月、ネオムがLeague of Legends European Championshipのスポンサーを務めると発表されたが、参加するゲーマーや大会スタッフからの大きな反発を招いた。これは、サウジアラビア政府による人権侵害、特にLGBTに対する扱いに対してのものだった。発表から数時間で、スポンサーを降りると発表された。

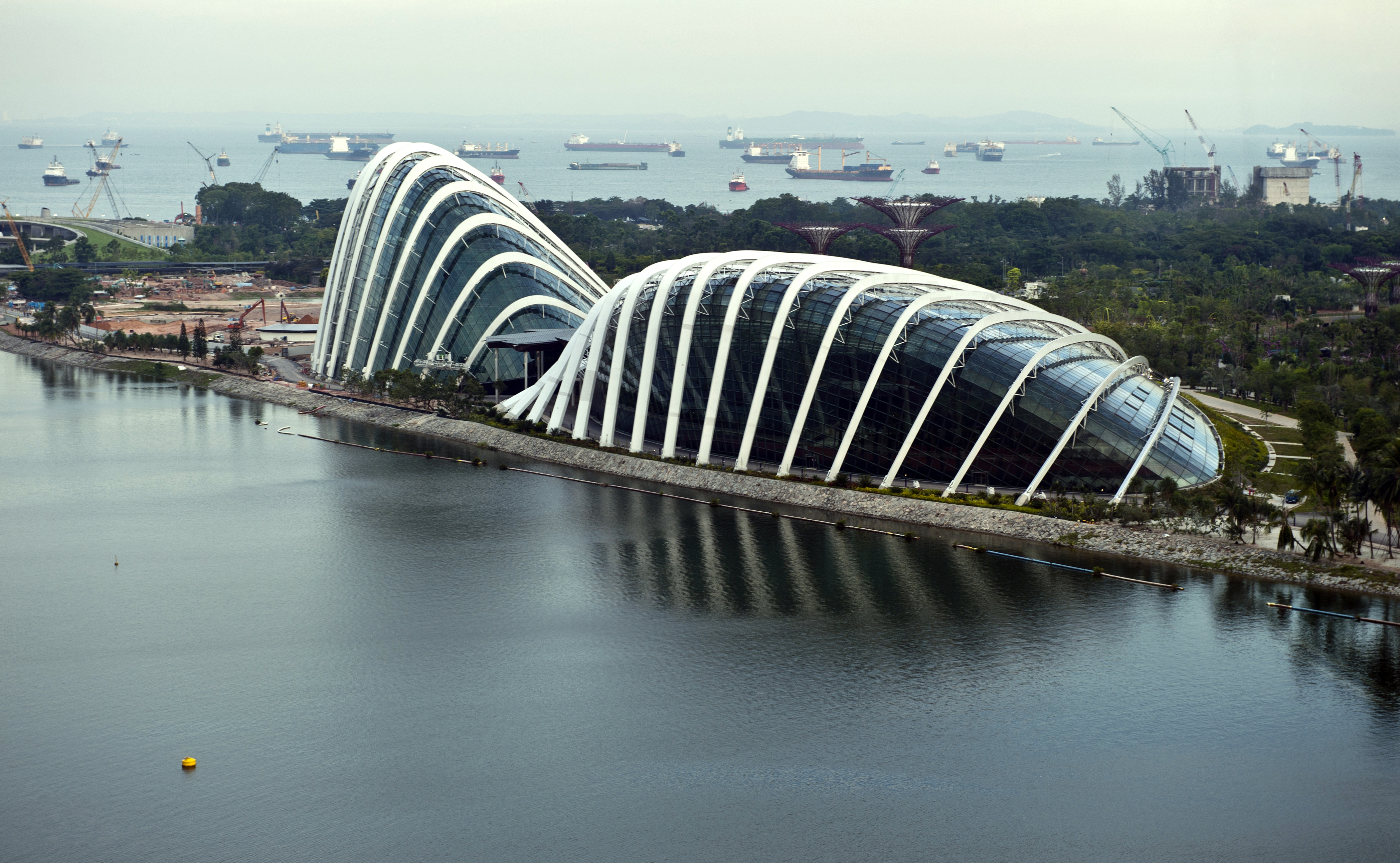
ガーデンズ・バイ・ザ・ベイ（2012年）

ネオムプロジェクトの広報にシンガポールのガーデンズ・バイ・ザ・ベイの写真が使われており、コメンテーターから「サウジアラビアで建設中のプロジェクトにシンガポールの実在の写真を使用するのは奇妙な選択だ」と指摘された。
2020年3月、ネオムはフォーミュラEのメルセデスEQ・フォーミュラEチームとパートナーシップ契約を結んだ。その2年後の2022年、同チームがマクラーレンに売却されたため、ネオムはマクラーレンの電気モータースポーツ部門全体のスポンサーとなり、フォーミュラEとエクストリームEのチーム名称に「ネオム」が冠されることになった。
2021年3月、ネオムはアジアサッカー連盟(AFC)と4年間のAFC主催代表チーム大会（AFCアジアカップのほかAFCアジア予選、AFC女子アジアカップやAFC U23アジアカップなど）とAFCチャンピオンズリーグの公式グローバルパートナー契約を結んだ。
2022年2月、ネオムでエクストリームEの大会2022 Desert X-Prixが開催された。また、同年7月にサルデーニャで開催された2022 Island X-Prixの命名権を購入し、大会の正式名称に「ネオム」が冠された。

## 施設

### ザ・ライン
2021年1月、ネオムに長さ170キロメートル、幅200メートルの線状都市「ザ・ライン」を建設することが発表された。収容人口は900万人の予定で、内部では自動車は使わず、必要なサービスに徒歩で5分以内に到達できるように設計される。
2022年7月に設計が変更され、複数のビルを直線状に並べるのではなく、高さ500メートル、幅200メートル、長さ170キロメートルの1つの巨大な建造物に集約されることとなった。

### ネオム湾
ネオム湾の開発は、ネオムの第一期工事の一部として、2019年の第1四半期に開始され、2020年までに完了する予定だった。この開発には、リヤド＝ネオム間の定期便が就航する空港のシャルマでの建設も含まれていた。ネオム湾開発の計画には、第一期工事の一部として、ネオム初の住宅地の建設も予定されている。

### ネオム空港
2019年1月、滑走路長3,757メートルのネオム空港が完成し、最初の旅客として、ネオムで働くことになるサウジアラビア人130人を迎え入れた。国際航空運送協会(IATA)による空港コードはNUMである。
ネオムには、この他に国際空港が建設される予定である。

### ネオム工業都市（オキサゴン）
ネオム工業都市(Neom Industrial City, NIC)は、ドゥバーの北約25キロメートルの位置に建設される。面積は約40平方キロメートルで、ドゥバー港の拡張を中心に、製造拠点や産業研究・開発拠点を誘致するプロジェクトである。
2021年11月、ネオム工業都市はオキサゴン(OXAGON)と改名された。オキサゴンは八角形を意味する英語octagonから名付けられたものであり、海上に正八角形の工業団地を作り、完成後は世界最大の港としても機能すると説明された。ムハンマド王太子は、オキサゴンは、「将来の人類の生活と仕事のあり方を再定義する」というネオムの戦略に基き、将来の製造拠点の新しいモデルを示すものであると主張した。

### 農業
ネオム内には6,500ヘクタールの農地が設けられ、遺伝子組み換え作物を重点的に生産する予定である。

### トロジェナ
2022年3月3日、ムハンマド王太子は、アラビア半島初の大規模屋外スキー場となる「トロジェナ」(TROJENA)のプロジェクトを立ち上げた。予定地はアカバ湾から約50キロメートル内陸のサウジアラビアの最高地点の近くであり、標高は1,500～2,600メートルである。この場所は、ネオムの他の地域よりも冷涼である。
アジアオリンピック評議会(OCA)は2029年アジア冬季競技大会をトロジェナで開催することを決定した。この決定に対し、環境への影響を批判する声が上がった。フランスの滑降選手で、北京冬季オリンピックで銀メダルを獲得したヨアン・クラレイはラジオ番組にて「これは我々の競技にとって最悪だ」と述べた。また、国際スキー・スノーボード連盟事務局長のミシェル・ヴィオンも、この決定に驚きを示した。

## 問題点
2018年10月にジャーナリストのジャマル・カショギが暗殺された後、ムハンマド王太子は「これで数年間は（このプロジェクトに）誰も投資しないだろう」と述べた。この一件以降、ダニエル・ドクトロフ やノーマン・フォスターなどの王太子のアドバイザーが、このプロジェクトや「毒舌」として知られる王太子から距離を置いたと報じられた。また、王太子の構想には、空飛ぶ車、ロボットメイド、巨大人工衛星など、現状実現していない技術が多く含まれていると指摘されている。
ネオムの開発に伴いベドウィンなど約2万人の移住が必要になると推測されており、人権団体の報告によれば、サウジアラビアの住民は反対を続けている。また、移住を拒否した住民が政府により射殺されたと報告されており、人道的な懸念が高まっている。

### ハウイタット族の強制移住
2020年4月13日、ハウェイタット族のアブドゥル・ラヒム・アル＝フワイティが、サウジアラビアの治安部隊がネオムの開発のためにハウイタット族を居住地から追い出そうとしているという内容の動画をインターネットで公開した。ロンドンに住むハウェイタット族の人権活動家アリヤ・アブタヤ・アルワイティが、この動画の存在を広めた。動画の中でアブドゥルは、政府当局が自分に罪を追わせるために自宅に武器を仕掛けるだろうが、立ち退き命令には従わないと述べていた。後にアブドゥルは政府の治安部隊により殺害されたが、治安部隊はアブドゥルの側から発砲を受けたと主張した。アブドゥルのいとこのアリヤ・アルワイティは、アブドゥルは銃器を所持していないはずだと治安部隊の主張に反論した。アブドゥルの葬儀には、治安部隊の襲撃を受ける可能性があったにもかかわらず、多くの人が参列した。
アブドゥルの従兄弟8人が立ち退き命令に抗議して逮捕され、アリヤ・アルフワイティは、彼女と欧米の人権活動家は逮捕に異議申し立てが行われることを望んでいると述べた。ハウェイタット族は、ネオムの開発自体には反対していないが、父祖の地からの立ち退きに対して反対している。アリヤ・アルワイティは、ムハンマド王太子の支持者と称する人物からの殺害予告を受けた。この脅迫は、イギリスの警察に対して報告された。
2020年6月、ムハンマド王太子は、ネオムに対する批判に対抗するために、アメリカの広報・ロビー活動会社のルーダー・フィンと170万ドルで契約した。
2020年11月、ネオムの開発で立ち退きを命じられたベドウィンを代弁したイギリスの弁護士が、ドミニク・ラーブ外務大臣に対しサウジアラビアで開催されるG20サミットに参加しないよう主張した。同弁護士は、イギリスには人権問題をめぐってサウジアラビアに立ち向かうべき道徳的要請があると述べた。
2022年10月、サウジアラビアの特別刑事裁判所は、2020年にネオムのために命じられた立ち退きに抵抗したとして逮捕されたハウイタット族の3人に対して、死刑を宣告した。そのうちの1人は、2020年4月に治安部隊に殺害されたアブドゥル・ラヒム・アル＝フワイティの弟だった。

### 企業文化
『ビジネスウィーク』誌と『ウォール・ストリート・ジャーナル』紙はネオム社の元従業員の発言として、同社CEOのナドミ・アル・ナスルが「エクスパットを軽く扱い、非現実的な要求をし、職場における差別を見て見ぬ振りする」ような職場文化を推進したと報じた。また、元CEOアンドリュー・ワースの辞表でも、ナスルによる「一貫して軽蔑を含み、不適切に見下げ、侮辱的に爆発させる」ようなリーダーシップに対する非難が書かれている。ムハンマド王太子からネオムの責任者に任命されたナスルが、従業員を叱りつけ、怯えさせていたことが現役従業員や元従業員の証言により明らかになっている。この報道に対し、サウジアラビア政府はコメントを拒否した。ネオム社は、ナスルの回答や取材依頼を拒み、会社として、ナスルやネオム社の企業文化を擁護する声明を発表した。
ネオム社の元幹部のアンソニー・ハリスは、「ナドミ（・アル・ナスル）は上司の真似をしており、ネオム社の他の社員はナドミの真似をする」として、ナスルの上司に当たるムハンマド王太子に原因があると批難している。『ウォール・ストリート・ジャーナル』によれば、ナスルはかつて会議の場で「私は皆を奴隷のように扱い、それで誰かが倒れたら、私はそれを祝う。それが私のプロジェクトのやり方だ」と述べたという。2020年の新型コロナウイルス感染症の流行に伴うロックダウンの際に、ナスルは国外に留まっている従業員を解雇すると脅した。

### 住民の監視
ザ・ラインは人工知能(AI)の補助により街を運営するスマートシティとして設計されており、データを通貨として各種インフラを管理する計画が発表されている。各所に設置された顔認証カメラやセンサー、住民のスマートフォンなどからデータを取得し、AIが住民の需要を予測してその生活の質を高めるとしている。
しかし、デジタル権の専門家は、人権があまり尊重されていない サウジアラビアにおいては、住民を監視しプライバシーを侵害することにつながる可能性があると指摘している。技術の社会への影響を研究しているヴィンセント・モスコは、政府に監視されるという懸念は妥当であり、これは事実上の監視都市であると述べた。それに対してジョセフ・ブラッドリーは、ネオムにおいてはプライバシー問題を解決しており、また、サウジアラビアには個人情報保護法があると反論した。